# Steenweg op Luik
De Steenweg op Luik is de vrijwel kaarsrechte en verharde verbindingsweg tussen de steden 's-Hertogenbosch en Luik die is aangelegd in de 18e eeuw. Grote delen hiervan zijn tegenwoordig nog steeds als zodanig in gebruik, soms omgebouwd tot autosnelweg, soms als secundaire weg. De weg is een van de eerste verharde verbindingswegen in de regio.

## Geschiedenis
De geschiedenis van de weg begon tijdens de Oostenrijkse Successieoorlog (1740-1748), waardoor het handelsverkeer van Holland met het prinsbisdom Luik in gevaar kwam. Dit was min of meer onafhankelijk van de Oostenrijkse Nederlanden en handelsverkeer via de Oostenrijkse Nederlanden naar Luik werd toen belemmerd. Daarom ijverde men voor de aanleg van een route die rechtstreeks van Holland naar Luik leidde, en die de Oostenrijkse Nederlanden ontweek.
Het traject verliep van 's-Hertogenbosch via Boxtel naar Eindhoven, vervolgens via Valkenswaard en de grens bij Grote Bareel, naar Hasselt en vervolgens via Tongeren naar Luik. De aanleg van een dergelijke weg was in de 18e eeuw een betrekkelijk uniek project waarbij vele moeilijkheden moesten worden overwonnen. Zo doorkruiste de weg menig moerassig gebied en er waren speciale maatregelen nodig om de weg daar zodanig doorheen te leiden dat het verkeer er zonder grote problemen gebruik van kon maken. Om de hoge kosten van de weg te bestrijden waren er vele tolhuizen langs de weg, vaak aangeduid als "barrier", naar de slagboom die ter plaatse over de weg was aangebracht. De aanleg begon in 1743 en het duurde wel tot 1818 voordat de weg geheel gereed en verhard was. Toen was de Oostenrijkse Successieoorlog overigens al lang afgelopen en waren er heel wat meer politieke moeilijkheden geweest. Later zou ook de Belgische Opstand nog voor de heroprichting van een grenspost zorgen, die pas in 1839 definitief werd.
De weg liep dwars door bebouwde kommen en de economie van menige plaats erlangs bloeide op door de herbergen, uitspanningen en andere voorzieningen die voor de reizigers noodzakelijk waren. Dit was de reden dat vele plaatsen de weg ook door hun centrum wilden hebben.

## Verloop van de aanleg
Nadat de Oostenrijkse Successieoorlog was begonnen, probeerde het bestuur van het Prinsbisdom Luik, dat al langer geïnteresseerd was in een rechtstreekse verbinding naar het noorden, de stad 's-Hertogenbosch te interesseren voor de aanleg van een steenweg van deze stad naar Eindhoven. De Bosschenaren zagen hier veel voordeel in en vroegen toestemming (octroy) aan de Staten-Generaal van de Nederlanden om op eigen kosten deze weg te mogen bouwen. Reeds op 3 februari 1741 werd dit Octrooi verleend en begon de aanleg vanuit het noorden. Om de rente en aflossing van het kapitaal, alsmede het onderhoud te kunnen bekostigen, werden tolgelden geïnd. Dat, terwyl de voornoemde Magistraat van dit Barriere geld geen Particulier profyt moet trecken, maar hetzelfde alleen moet dienen, om te betalen de onkosten van het onderhout der weegen, de interessen van de Capitaalen, die zullen moeten worden genegotieert tot het aanleggen van de voorsz. weg, en zoo doenlyk tot lossing der selver Capitaalen , om daar nae de voorsz. Barriere–gelden, zoo veel te verminderen, als immers mogelyk is. Het benodigde kapitaal bedroeg 380.000 gulden, voor die tijd een zeer hoog bedrag. Overigens mochten er niet te veel tolhuisjes komen, dus was het voorschrift zoo nogtans, dat yeder Barriere ten minsten drie quartier van malkanderen geloigneert zal moeten zyn. Nu was er echter een probleem. De weg werd namelijk verhard met Belgische kasseien die over water werden aangevoerd. Door de gespannen situatie tussen de Oostenrijkse Nederlanden en het Prinsbisdom Luik kwam dit op een uitvoerverbod van stenen vanuit de Oostenrijkse Nederlanden te staan. Bovendien was er veel verkeer van militaire troepen die de weg vernielden en geen tol betaalden. De wegaanleg naar Eindhoven kwam tot staan, hoewel het zandbed al gereed was. Later waren er nog Bossche kooplieden die concurrentie van Eindhoven vreesden en de weg westelijk van Eindhoven over Blaarthem wilden leiden.
Vanuit 's-Hertogenbosch begon men in 1741 met de bouw van de weg, in 1742 werd een tolhuis bij Hal gebouwd. Van daar verliep de weg dwars door Boxtel en deed vervolgens Vrilkhoven aan, waar zich nog steeds een oude uitspanning, de Ceulse Kaar, bevindt. Daar bevond zich ook de Liempdse Barrière. In 1745 werd Best bereikt. Daar kwam de Bestse Barrier.
De weg komt de stad Eindhoven binnen als de kaarsrechte Boschdijk. In Woensel werd, ter hoogte van Acht, de Achtse Barrier opgericht, die in 1805 werd geopend. De weg verlaat de stad via de Stratumsedijk en de Aalsterweg. Daarna gaat het dwars door Valkenswaard waarna de weg als Luikerweg verder zuidwaarts gaat. In 1818 werd hier overigens het laatste deel van de weg, van Borkel naar Stratum, verhard. Vanuit Valkenswaard kan men overigens eveneens via een andere kaarsrechte weg naar Maastricht, deze weg staat bekend als de Maastrichterweg en loopt via Achel en Bree.
Van 1790-1792 werd in Barrier het 'Barrierhuis gebouwd, wat feitelijk de grenspost was maar nu enige kilometers op Belgisch gebied ligt. Dit werd gebouwd omdat de Nederlanders aldaar een tol wensten. Dit huis is tegenwoordig een monument. In 1839 kwam de grens bij Bergeijkse Barrière te liggen, omdat toen Lommel definitief tegen Luyksgestel werd uitgeruild. Dit is de huidige grens.
In Hechtel staat de weg bekend als Eindhovensebaan, Lommelsebaan en Hasseltsebaan.
In Zonhoven zorgde de geplande aanleg van de weg, die oorspronkelijk door de hennepvelden zou lopen, voor een hevige weerstand bij de bevolking. Op 15 december 1764 werd overeengekomen met het prinsbisdom Luik dat de weg verplaatst zou worden naar de dorpskom en dat Zonhoven alle kosten van de bestrating op zich zou nemen. Zonhoven is daarmee het enige dorp waar de steenweg door het dorpscentrum slingert. Deze situatie bleef gehandhaafd tot in 1968, toen een omleidingsweg werd aangelegd.
In de omgeving van Hasselt werd van 1746 tot 1788 aan de steenwegh van Hasselt op Sertogenbosch gewerkt. Het was overigens de allereerste steenweg in deze plaats, die tegenwoordig als de Kempische Steenweg bekendstaat. Tot 1830 was deze steenweg zelfs de enige verharde weg in de Belgische provincie Limburg.
Vanuit Luik begon men reeds in 1713 met een weg in noordelijke richting aan te leggen.